# Luís Roberto Barroso
Pour les articles homonymes, voir Barroso.
Luís Roberto Barroso, née le 11 mars 1958 à Vassouras (Brésil), est un magistrat brésilien. Depuis 2013, il est membre du Tribunal suprême fédéral, qu'il préside depuis 2023.

## Biographie
Il étudie le droit à l'université d'État de Rio de Janeiro et à Yale et travaille ensuite comme avocat.
Le 23 mai 2013, il est nommé par la présidente Dilma Rousseff comme membre du Tribunal suprême fédéral. Le 5 juin suivant, le Sénat approuve sa candidature par 59 voix pour et 6 contre et il prend ses fonctions le 26 juin.
De 2020 à 2022, il est parallèlement président du Tribunal supérieur électoral.
Le 28 septembre 2023, il succède à Rosa Weber à la présidence du Tribunal suprême fédéral.